# Marian Kuszewski
Marian Kuszewski (n. 31 octombrie 1933, Kielce, Polonia – d. 5 martie 2012, Varșovia, Polonia) a fost un scrimer polonez, medaliat olimpic. A participat la 2 ediții ale Jocurilor Olimpice (1956, 1960) în care a câștigat două medalii de argint.